# Yang Xiuli
Yang Xiuli (em chinês simplificado: 杨秀丽, chinês tradicional: 楊秀麗, pinyin: Yáng Xiùlì; Fuxin, 1 de setembro de 1983) é uma judoca da chinesa da categoria até 78 quilos.
Obteve a medalha de ouro nos Jogos Olímpicos de 2008 ao vencer na luta final a cubana Yalennis Castillo por decisão dos juízes.